# Don Harwin
Donald Thomas Harwin (sinh ngày 5 tháng 7 năm 1964) là một chính khách Úc. Ông là Bộ trưởng Bộ Ngoại giao đặc biệt của New South Wales và Bộ trưởng Bộ Dịch vụ Công cộng và Quan hệ Nhân viên, Thổ dân và Nghệ thuật trong Chính phủ Berejiklian thứ hai từ tháng 4 năm 2019; và Phó Chủ tịch Hội đồng Điều hành, và Lãnh đạo Chính phủ trong Hội đồng Lập pháp từ tháng 1 năm 2017 trong chính phủ Berejiklian, cho đến khi ông từ chức vào ngày 10 tháng 4 năm 2020. Thủ hiến, Gladys Berjiklian, tiếp quản danh mục nghệ thuật.
Harwin là thành viên của Hội đồng Lập pháp bang New South Wales đại diện cho Đảng Tự do kể từ ngày 27 tháng 3 năm 1999.
Harwin trước đây đã từng là Bộ trưởng Nghệ thuật, Bộ trưởng Tài nguyên và Bộ trưởng Năng lượng và Tiện ích trong chính phủ Berejiklian đầu tiên, từ tháng 1 năm 2017 đến tháng 3 năm 2019; và từng là Chủ tịch Hội đồng Lập pháp New South Wales thứ hai mươi từ tháng 5 năm 2011 đến tháng 1 năm 2017.

## Đời tư
Trong bài phát biểu trước Hội đồng Lập pháp vào ngày 20 tháng 11 năm 2014, Harwin công khai rằng ông là người đồng tính.